# 마산만아이파크
마산만아이파크(영어: Masan Bay I'PARK)는 대한민국 경상남도 창원시 마산합포구 신포동에 위치한 아파트다. 

## 같이 보기
- 경상남도의 마천루 목록
- 창원시의 마천루 목록